# Spalax
Gli Spalacini (Spalacinae Gray, 1821) sono una sottofamiglia di Roditori eurasiatici che ha raggiunto un notevole adattamento alla vita sotterranea; comprendono un unico genere, Spalax Guldenstaedt, 1770.

## Descrizione
Gli spalaci misurano 15-30 cm di lunghezza; la coda esternamente è invisibile, e di essa rimane soltanto una gibbosità che al tatto appare molto indurita; il peso varia fra i 150 e i 300 g. Il corpo è tozzo e cilindrico; testa e collo hanno all'incirca il diametro del corpo; i piedi sono corti, piccoli per un animale scavatore, e hanno tutti cinque dita con piccoli artigli. Gli occhi sono atrofizzati e completamente ricoperti di pelle (una caratteristica unica tra i Roditori). Manca il padiglione auricolare, ed è visibile solo lo sbocco cartilagineo del condotto uditivo esterno. Sugli spigoli che delimitano il capo sono situate delle vibrisse; il muso è largo e corneo. Anche il cranio è fortemente specializzato: la volta cranica, ad esempio, è larga, piatta e robusta. Hanno 16 denti. Gli incisivi sono larghi, robusti e sporgenti, i molari sono provvisti di radici, e non sono a crescita continua. Il mantello è morbido, sericeo, di colore variabile dal grigio-scuro al grigio-giallo, spesso splendente.

## Distribuzione e habitat
Le nove specie di spalaci sono diffuse nei Balcani, nella Russia meridionale, nell'Asia Minore e lungo le coste mediterranee fino alla Libia.
Gli spalaci sono diffusi nelle zone steppose agricole, e localmente anche nei boschi delle pianure, delle colline e delle montagne: in Turchia, ad esempio, si spingono fino a un'altitudine di 2600 metri. Perché essi possano vivere in una regione, è indispensabile che il terreno si presti alle loro attività di scavo, e che vi siano precipitazioni annue di almeno 100 mm: per tale motivo essi evitano tanto i deserti quanto i territori alluvionali. Sono fra i più abili scavatori dell'intero ordine, e il loro più importante strumento è il capo grosso e arrotondato: i robusti incisivi provvedono a smuovere il terriccio, e poi la testa sposta lateralmente le masse di terra, come un bulldozer. L'opera di scavo viene completata con l'ausilio degli arti anteriori e posteriori: questi ultimi spalano o gettano all'indietro il terriccio accumulatosi sotto il corpo, e successivamente lo spingono in superficie, ove si formano i caratteristici tumuli.

## Biologia
Se si esclude il periodo della riproduzione, gli spalaci vivono in un sistema di gallerie ampiamente ramificato e profondo, nel quale vengono creati la camera-nido, i magazzini per le provviste e i vani per l'evacuazione. In inverno le tane si trovano a notevole profondità: quelle dello spalace occidentale sono poste fino a 2 metri sotto la superficie, quelle dello spalace orientale, ad esempio, anche a 4 metri; lo sviluppo delle gallerie può raggiungere e superare i 30 m: una tana dello spalace orientale, ad esempio, misurava 169 metri di lunghezza e comprendeva 114 cumuli di terriccio. Abitualmente la camera-nido e i magazzini per le provviste sono situati in profondità, mentre le gallerie corrono a breve distanza dalla superficie, cioè in pratica fra le radici delle piante di cui si nutrono gli animali.

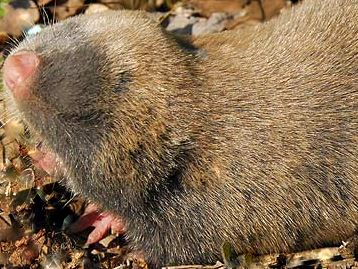
Spalace occidentale.

Nel periodo della riproduzione, gli spalaci costruiscono dei cumuli particolari: quelli fatti dallo spalace di Ehrenberg in Israele, ove questa specie si riproduce durante gli umidi mesi invernali, ci sono stati descritti da Nevo. In autunno, dopo la prima pioggia, le femmine costruiscono dei cumuli che hanno un diametro di oltre un metro, e un'altezza di circa 40 cm al disopra del suolo; essi sono estremamente solidi, e al centro viene posta la camera-nido, che misura in sezione circa 20 cm, e all'interno della quale verranno allevati i piccoli. Attorno a questa camera si aprono delle gallerie che conducono ai magazzini delle provviste, o a piccoli vani di evacuazione; attraverso altre gallerie la femmina può raggiungere le zone ove si trova il cibo, o i tunnel più profondi, anch'essi corredati di camere. Attorno al cumulo della femmina ne sono disposti radialmente molti altri più piccoli (generalmente da 15 a 20) appartenenti ai maschi, che durante il periodo degli accoppiamenti si tengono nelle vicinanze della femmina stessa.

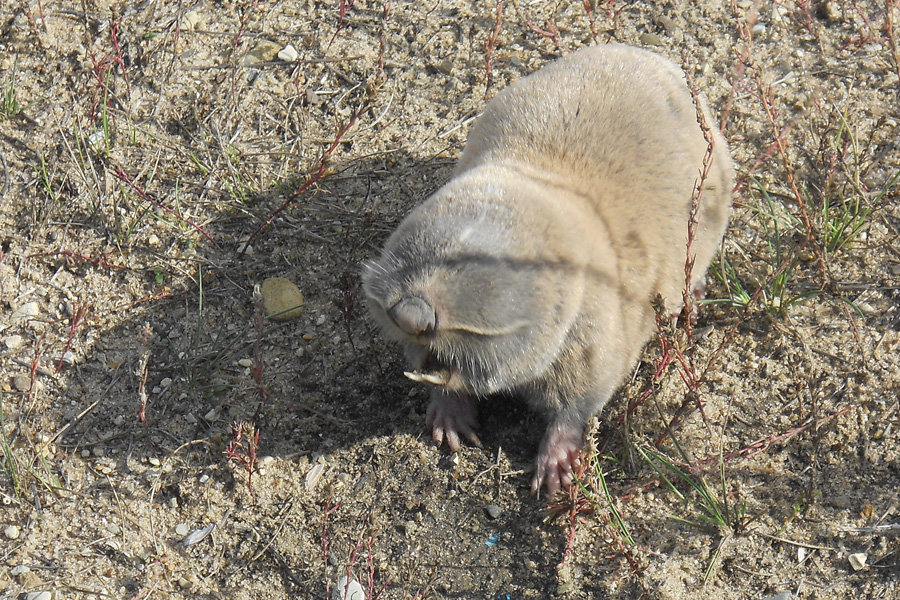
Spalace orientale.

Le tane estive di questa specie si trovano anch'esse all'interno di cumuli, e constano di vani ove gli animali trascorrono i momenti di riposo, e di altre camere. Poiché gli spalaci, all'infuori del periodo della riproduzione, conducono una vita rigidamente solitaria, ogni tana ospita un solo animale. Gli spalaci sono attivi in prevalenza dopo il crepuscolo e durante la notte, ed è perciò molto difficile vederli all'aperto: per gli spalaci di Ehrenberg, ciò può verificarsi soprattutto nel periodo compreso tra marzo e maggio, e si tratta in ogni caso di animali che non hanno ancora raggiunto il completo sviluppo. Talune specie possono essere però attive anche durante il giorno, in particolare nelle ore pomeridiane; secondo quanto affermano taluni osservatori, gli spalaci orientali si porterebbero addirittura in superficie per riscaldarsi al calore del sole. L'udito e il tatto sono i sensi più sviluppati, mentre l'olfatto è praticamente inesistente.
Gli spalaci si nutrono in prevalenza di radici, tuberi e bulbi; lo spalace orientale mostra una particolare preferenza per le radici del dente di leone, ma si ciba anche di erbe, semi e addirittura di insetti e delle loro larve. I loro principali nemici sono i gufi, nei cui residui alimentari sono stati spesso rinvenuti resti di spalaci. Questi Roditori sono molto combattivi, e si difendono con robusti morsi lanciando strida sibilanti di minaccia. Il periodo della riproduzione delle specie occidentali e orientali cade nei mesi di marzo e aprile: la femmina partorisce una sola volta all'anno da uno a quattro (generalmente due o tre) piccoli, dopo una gestazione di circa un mese. Gli spalaci di Ehrenberg, come abbiamo accennato in precedenza, si accoppiano invece fra novembre e gennaio, e i piccoli, in genere da due a quattro, nascono tra gennaio e marzo. Al momento della nascita essi pesano appena 5 g, hanno una lunghezza di 5 cm e sono completamente nudi e inetti; all'età di due settimane sono già rivestiti di un mantello grigio; dopo due-tre settimane dalla nascita aprono gli occhi, e a un'età variabile dalle quattro alle sei settimane abbandonano infine il nido.

## Conservazione
I danni che questi Roditori arrecano alle coltivazioni variano in rapporto ai territori in cui vivono: nella fascia mediterranea sono piuttosto rilevanti; lo spalace occidentale e lo spalace orientale vengono invece considerati non particolarmente dannosi, sebbene distruggano una parte considerevole delle coltivazioni di patate  e cipolle. In taluni Paesi, inoltre, gli spalaci hanno dato origine a false credenze e superstizioni: in Libia, ad esempio, gli indigeni evitano nel modo più assoluto di cacciarli in quanto ritengono che sia sufficiente toccare uno di questi animali per divenire ciechi. Gli spalaci talvolta hanno aiutato gli archeologi nelle loro ricerche: durante lo scavo delle loro gallerie sotterranee hanno infatti portato alla luce frammenti di oggetti risalenti ad antiche civiltà, che hanno fornito ai paleontologi indicazioni di importanza fondamentale.

## Tassonomia

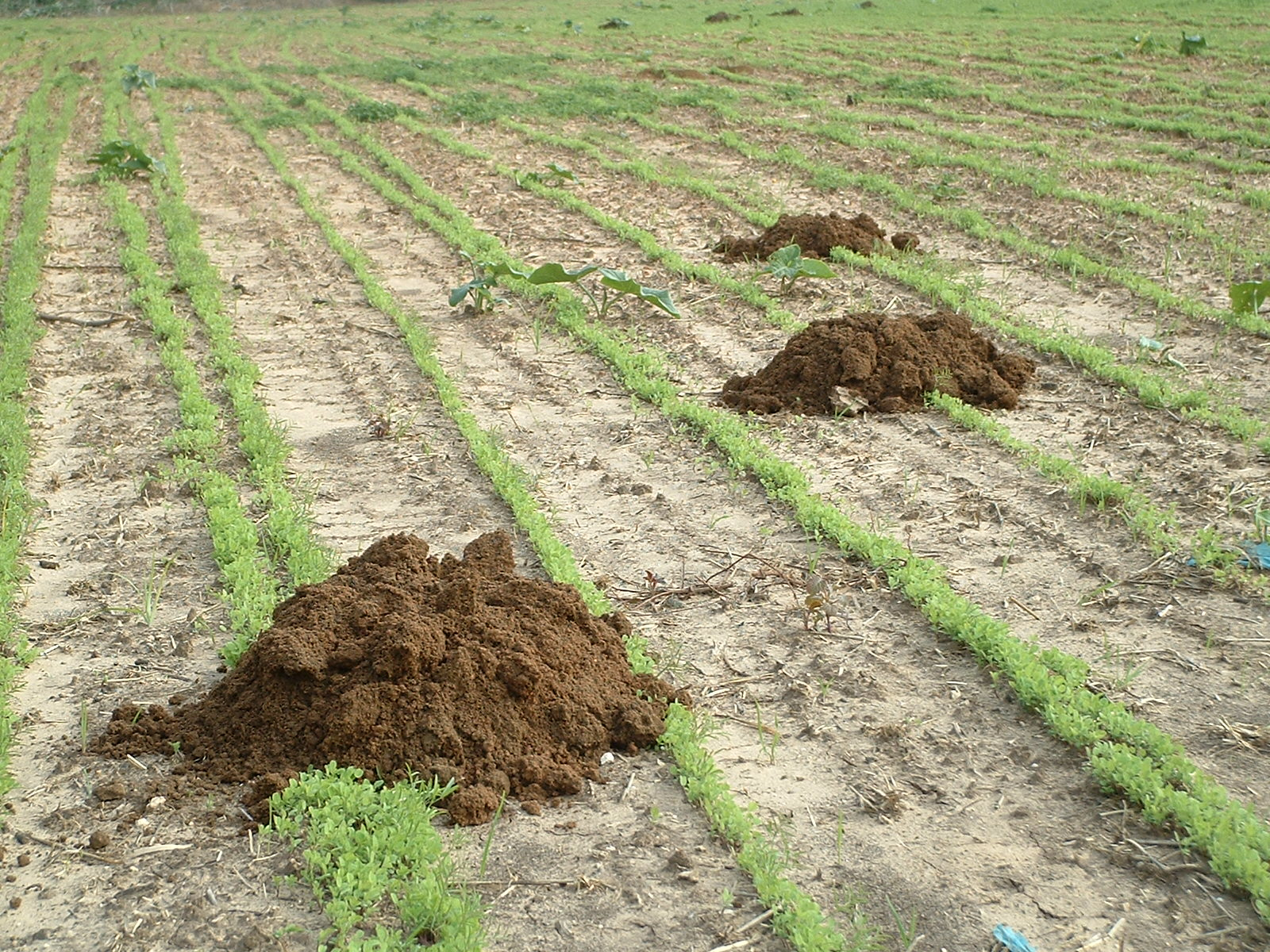
Cumuli di spalace di Ehrenberg.

Il genere Spalax comprende in tutto nove specie:
- Spalax arenarius Reshetnik, 1939 - spalace di Ucraina;
- Spalax ehrenbergi (Nehring, 1898) - spalace di Ehrenberg;
- Spalax giganteus Nehring, 1897 - spalace gigante;
- Spalax graecus Nehring, 1898 - spalace della Bucovina;
- Spalax leucodon Nordmann, 1840 - spalace occidentale;
- Spalax microphthalmus Guldenstaedt, 1770 - spalace orientale;
- Spalax nehringi (Satunin, 1898) - spalace di Nehring;
- Spalax uralensis Tiflov e Usov, 1939 - spalace del Kazakistan;
- Spalax zemni Erxleben, 1777 - spalace della Podolia.